# Storia dei numeri complessi
I numeri complessi hanno avuto una lunga storia prima di essere accettati dalla comunità matematica: già il nome stesso, così come quello dell'unità immaginaria, fa capire come il loro status sia spesso stato considerato ai limiti dell'esistenza.

## Origini
Il più antico riferimento alla radice quadrata di un numero negativo si trova negli scritti di Erone di Alessandria risalenti al I secolo a.C. In questi scritti l'autore cerca di determinare il volume della piramide tagliata da due piani non paralleli.

## Tartaglia e le equazioni di terzo grado
La comparsa di radici quadrate di numeri negativi iniziò a farsi più frequente nel XVI secolo quando vennero scoperte le soluzioni delle equazioni di terzo grado ad opera di Scipione del Ferro, Tartaglia e Girolamo Cardano. Queste formule evidenziavano come le radici quadrate dei numeri negativi fossero utili a trovare le soluzioni reali di un polinomio. Ad esempio, la formula di Tartaglia fornisce la soluzione dell'equazione {\displaystyle x^{3}-x=0}:
{\displaystyle {\frac {1}{\sqrt {3}}}\left(({\sqrt {-1}})^{1/3}+{\frac {1}{({\sqrt {-1}})^{1/3}}}\right).}
Ad un primo sguardo, la formula sembra priva di senso. Eppure l'equazione  {\displaystyle z^{3}=i} ha soluzioni 
{\displaystyle -i,\ {\frac {\sqrt {3}}{2}}+{\frac {1}{2}}i,\ {\frac {-{\sqrt {3}}}{2}}+{\frac {1}{2}}i}
e sostituendo ciascuno di questi valori per {\displaystyle ({\sqrt {-1}})^{1/3}} nella formula e semplificando, si ottengono 0, 1 e −1, le soluzioni di {\displaystyle x^{3}-x=0}. 
Generalmente le espressioni contenenti radici quadrate di numeri negativi apparivano proprio quando l'equazione da risolvere aveva tre radici reali. Questo era sconvolgente per i matematici del tempo: si tenga infatti conto che nemmeno i numeri negativi erano considerati veri numeri, tanto che equazioni come {\displaystyle x^{3}+x^{2}+3=5x} e {\displaystyle x^{3}+7x=5x^{2}+3} erano considerate di forma diversa. Quei "numeri" venivano così ritenuti dei meri trucchi utilizzati per arrivare alla soluzione, dove magicamente sparivano dai risultati.
Il primo a prendere sul serio questi numeri fu Rafael Bombelli, che ne studiò le proprietà, elaborandone anche le prime regole di calcolo.

## XVII e XVIII secolo
Il termine "immaginario" venne utilizzato per la prima volta da Cartesio nel XVII secolo e ben rappresenta la titubanza dei matematici dell'epoca verso questi nuovi numeri che "non dovrebbero esistere". Nel XVIII secolo i lavori di Abraham de Moivre e di Eulero hanno iniziato a fornire ai numeri complessi una base teorica. A de Moivre si deve (1739) la famosa formula che porta il suo nome:
{\displaystyle (\cos \theta +i\sin \theta )^{n}=\cos n\theta +i\sin n\theta }
e a Eulero (1748) la formula di Eulero per l'analisi complessa:
{\displaystyle \cos \theta +i\sin \theta =e^{i\theta }}.
L'esistenza dei numeri complessi non è stata accettata completamente fino a che non è stata scoperta la loro interpretazione geometrica (vedi oltre) da Caspar Wessel nel 1799, e poi riscoperta e resa famosa parecchi anni dopo da Carl Friedrich Gauss. Con Gauss la teoria dei numeri complessi ha avuto un'espansione notevole.  L'idea della rappresentazione grafica dei numeri complessi era stata accennata fin da 1685, da John Wallis nel suo De Algebra tractatus.
La memoria del Wessel presente negli atti dell'accademia di Copenhaghen del 1799 è chiara e completa, anche paragonata alla moderna teoria.  Inoltre considera anche la sfera e dà una teoria dei quaternioni da cui sviluppa una trigonometria sferica completa.  Nel 1804 anche l'abate Buée arriva alla medesima idea che Wallis aveva suggerito, cioè che quel {\displaystyle \pm {\sqrt {-1}}} dovrebbe rappresentare una linea posta a metà tra un numero ed il suo negativo e che la linea dovesse essere perpendicolare all'asse reale.
La relazione di Buée non venne pubblicata fino al 1806; nello stesso anno Jean-Robert Argand pubblicò un opuscolo sul medesimo argomento.  È al saggio di Argand che si deve il fondamento scientifico per la rappresentazione grafica dei numeri complessi.  Tuttavia, nel 1831 Gauss ritenendo la teoria sconosciuta ne scrisse un saggio pubblicato nel 1832 portando il mondo matematico a conoscenza dei numeri complessi e della loro rappresentazione geometrica.  Merita menzione anche un piccolo trattato scritto da Mourey nel 1828, in cui sono definiti scientificamente i fondamenti per la teoria dei numeri direzionali.
L'accettazione generale della teoria dei numeri complessi si deve anche a Cauchy e Abel, in particolare al secondo che è stato il primo a scrivere in grassetto l'unità complessa.

## Terminologia
I termini più comuni usati nella teoria sono dovuti principalmente ai fondatori: Argand chiama {\displaystyle \cos \phi +i\sin \phi } il fattore direzionale, e {\displaystyle r={\sqrt {a^{2}+b^{2}}}} il modulo; Cauchy (1828)
chiama {\displaystyle \cos \phi +i\sin \phi } la forma ridotta (l'expression
réduite); Gauss usa {\displaystyle i} per {\displaystyle {\sqrt {-1}}}, introduce il termine "numero complesso" {\displaystyle a+ib}, e chiama {\displaystyle a^{2}+b^{2}} la norma.
L'espressione coefficiente direzionale, usata spesso per {\displaystyle \cos \phi +i\sin \phi }, è dovuto a Hankel (1867), invece si deve a Weierstrass l'espressione valore assoluto per il  modulo.

## Ulteriori contributi
Dopo Cauchy e Gauss vi sono stati un certo numero di contributi di alto livello, tra cui non si può non accennare a Kummer (1844), Kronecker (1845), Scheffler (1845, 1851, 1880), Bellavitis (1835, 1852), Peacock (1845) e De Morgan (1849). Non si può non citare anche Möbius per le sue memorie riguardanti le applicazioni geometriche dei numeri complessi e Dirichlet che espanse la teoria includendo le congruenze, la legge di reciprocità quadratica, ecc.
Altri tipi di numeri complessi sono stati studiati, oltre al familiare {\displaystyle a+bi}, in cui la {\displaystyle i} è una radice complessa di {\displaystyle x^{2}+1=0}. Ferdinand Eisenstein ha studiato il tipo {\displaystyle a+bj}, di cui {\displaystyle j} è una radice complessa di {\displaystyle x^{3}-1=0}.  Similmente, sono stati studiati i casi {\displaystyle x^{k}-1=0} con {\displaystyle k} numero primo. Questa generalizzazione è in gran parte dovuta a Kummer, il quale ha inoltre contribuito alla teoria dei numeri ideali, espressi più recentemente in modo geometrico da Felix Klein nel 1893. Una teoria generale dei campi  è dovuta a Galois, che ha studiato i campi generati dalle radici di un polinomio.
Gli ultimi scritti (del 1884) sulla teoria generale si devono a Weierstrass, Schwarz, Dedekind, Hölder, Berloty, Poincaré, Study e MacFarlane.
La definizione attuale, che vede un numero complesso come una coppia di numeri reali con la contestuale definizione delle operazioni di base, è stata formulata nel XIX secolo.